# Bassus curticornis
Bassus curticornis är en stekelart som först beskrevs av Granger 1949.  Bassus curticornis ingår i släktet Bassus och familjen bracksteklar. Inga underarter finns listade.